# Ternawka (Tscherniwzi)
Ternawka (ukrainisch Тернавка; russisch Тернавка, rumänisch Tărnăuca, Târnauca, Tirnauca) ist ein Dorf im Herza-Gebiet in der ukrainischen Oblast Tscherniwzi mit etwa 2800 Einwohnern (2024).

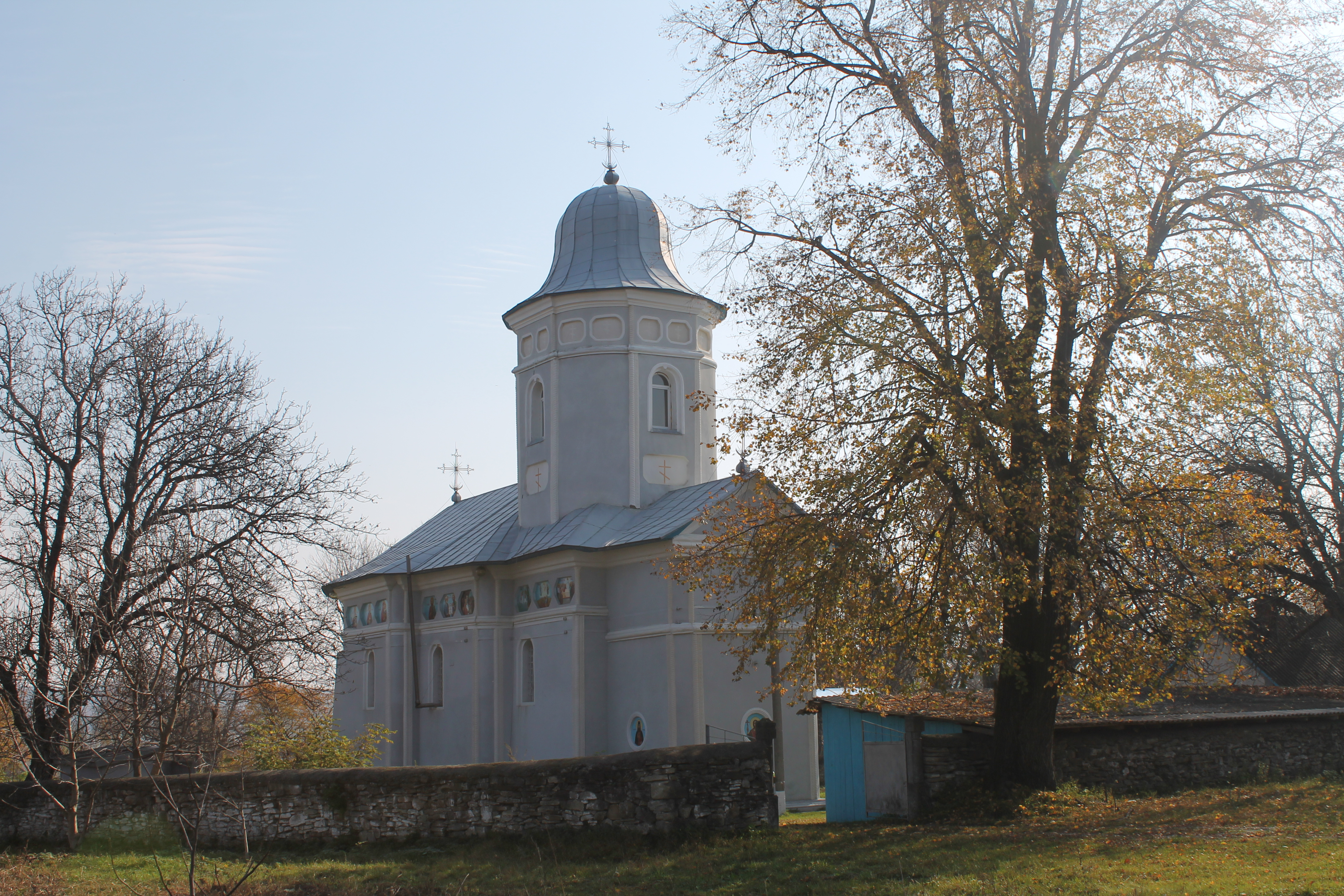
Denkmalgeschützte Dmytrowkirche im Dorf

Das ehemalige Rajonzentrum Herza liegt 6 km nordöstlich und das Stadtzentrum von Czernowitz 37 km nordwestlich von Ternawka. Durch das Dorf nahe der ukrainisch-rumänischen Grenze verläuft die Territorialstraße T–26–06.
Das 1660 erstmals schriftlich erwähnte Dorf gehörte ursprünglich zum Fürstentum Moldau und wurde Mitte des 19. Jahrhunderts ein Bestandteil der rumänischen Region Moldau. 1940 wurde es Teil Ukrainischen SSR innerhalb der Sowjetunion. Zwischen 1941 und 1944 wurde es wieder Rumänien angegliedert, um anschließend bis 1991 erneut an die Sowjetunion zu fallen. Seit 1991 ist das Dorf Teil der unabhängigen Ukraine.
Am 20. November 2017 wurde das Dorf ein Teil neu gegründeten Stadtgemeinde Herza im Rajon Herza, bis dahin bildete es zusammen mit dem Djakiwzi (Дяківці) die Landratsgemeinde Ternawka (Тернавська сільська рада/Ternawska silska rada) im Süden des Rajons.
Seit dem 17. Juli 2020 ist der Ort ein Teil des Rajons Tscherniwzi.